# Paolo Asti
Paolo Asti (La Spezia, 9 settembre 1964) è un imprenditore italiano.

## Biografia
Ha cominciato la propria attività imprenditoriale nel 1987 come A.D. di una società di servizi in outsourcing operante in tutto il territorio nazionale. I risultati raggiunti e gli incarichi di rappresentanza politica istituzionale assunti gli hanno valso una laurea honoris causa in "Business Science" conferitagli dalla "C.U." a Providence (Rhode Island), USA, nel novembre del 2002. Successivamente ha affinato le sue competenze ottenendo un Master presso la Luiss Business School con specializzazione in "Art & Cultural Skills for Management".
Nel corso degli anni ha coltivato la propria passione per l’arte e la musica, svolgendo nel contempo attività come: dal 1993 al 2008 in qualità di membro del consiglio direttivo della "Fondazione Ignazio Silone", dal 2000 al 2002 come Presidente dell’Associazione Nazionale per lo Sviluppo della Cultura, e dal 2008 al 2013 come Vice Presidente della Fondazione Regionale Ligure per la Cultura Palazzo Ducale di Genova. Nel 2009 ha fondato la nuova Associazione Amici del Jazz della Spezia, di cui è stato presidente fino al 2017, organizzando decine di concerti con artisti di fama internazionale in Italia e nel mondo, l’edizione 2010 degli Italian Jazz Days a New York City. Contemporaneamente ha ricoperto incarichi di rappresentanza sindacale, pubblici ed elettivi, tra i quali: dal 1998 al 2002 come Presidente dei Giovani Industriali di Confindustria La Spezia, membro del Consiglio di Amministrazione di Cisita Sistemi Formativi Confindustria e della Scuola Nazionale Trasporti, e Consigliere della Provincia e del Comune della Spezia (2002-2007 e 2007-2012).
Nel 2010 ha fondato l’associazione culturale “Startè”, di cui è tuttora presidente, con lo scopo di promuovere la cultura, in particolare l’arte contemporanea italiana nel mondo, producendo decine di pubblicazioni e monografie di artisti con cui collabora l’associazione e fondando l’Archivio Giuseppe Caselli e l’Archivio Gino Bellani. Dal 2013 al 2017 ha scritto per l’edizione ligure de “Il Giornale”. Nel 2014 ha pubblicato “Fifty - Spezzini Oltre”, una raccolta di 50 ritratti di concittadini illustri. Dal 2017 al 2020 è stato assessore alla comunicazione, cultura, turismo, cooperazione internazionale, e promozione della città del Comune della Spezia. Nel 2020 ha pubblicato “D.O.C. Dinamici - Onesti - Concreti”. 
Dal 2020 è Corporate Companies & Cultural Heritage Tourism Senior Business Developer del mensile “Il Giornale dell’Arte”. Con D.M. 02 09/01/2023 è stato nominato componente della giuria per la selezione della città “Capitale Italiana della Cultura 2025”.
Ha prodotto e curato esposizioni d’arte in Italia e nel mondo in musei, istituzioni pubbliche e private (Milano - ADI Design Museum, Genova - Museo d'arte contemporanea Villa Croce, Venezia - Palazzo la Pietà, Pisa - Museo nazionale di San Matteo, Sarzana - Fortezza Firmafede, Rapallo - Castello di Rapallo, New York - City Jazz at Lincoln Center, Los Angeles - Riverside Museum, Stoccolma - IIC, Bruxelles - Montepaschi Space, Strasburgo - Parlamento Europeo), collaborando con numerosi artisti di fama nazionale e internazionale. Durante la 54ª Biennale di Venezia è stato il curatore del “China Italy Experience Space”. Nel maggio 2022 ha curato la mostra “Venezia Madre” presso l’Istituto della Pietà di Venezia. Nel 2023, in occasione della ricorrenza del primo anniversario del conflitto in Ucraina, ha curato la mostra di Gian Marco Benedetto “Cosa resterà di noi” nella sala del Cenacolo di Palazzo Valdina alla Camera dei Deputati. Nello stesso anno è stato il curatore artistico di “Seafuture” con il reading di Giancarlo Giannini e le opere site-specific di Giovanni Frangi. Ha prodotto e organizzato concerti ed eventi tra cui l’edizione 2010 degli Italian Jazz Days di NYC e il concerto del maestro Paolo Restani alla Carnegie Hall di NYC nel gennaio 2016. Nel 2019 è stato nominato presidente onorario del Nanjing Dongyao Building Technology Research Institute della South University of China.
Nel 2021 ha fondato la “Sarzana Summer School”, giunta alla terza edizione, di cui è direttore e a cui hanno partecipato rappresentanti di istituzioni culturali, artisti, curatori e giornalisti di fama nazionale. Nel corso della sua attività ha tenuto conferenze in Italia e all’estero, come presso l’Accademia di Belle Arti di Bologna, la University for Peace in Costa Rica, ed è stato relatore all’edizione 2023 di “Ravello Lab” sul tema “Le relazioni culturali internazionali”. Ha inoltre tenuto docenze per percorsi per le competenze trasversali e l’orientamento presso istituti liceali, ha presentato libri e intervistato personalità dell’arte e della musica in festival ed eventi letterari e musicali, come il “Premio Portovenere Donna”.
Nel gennaio 2024 ha ricevuto l’incarico dall’Autorità di Sistema Portuale del Mar Ligure Orientale per mettere in atto un’attività di Diplomazia Culturale tra i porti di Carrara, La Spezia e Odessa in un progetto di comunità da lui stesso ideato “La Pietra che Unisce”.
È direttore responsabile e fondatore della rivista bimestrale “Startè Republic. The Free State of Art”, pubblicata dal mese di aprile 2024.
Nel 2025 ha pubblicato con Sagep Editori il romanzo Aqua / Ventuno giorni con l'acqua alla gola, presentato al Salone Internazionale del Libro a Torino